# 억세게 재수 좋은 사나이
"억세게 재수 좋은 사나이"는 1962년 공개된 대한민국의 영화이다.

## 배역
- 신영균
- 문정숙
- 김승호
- 김희갑